# Ola Jordan
Aleksandra "Ola" Jordan (nacida Grabowska; Maidstone, 30 de septiembre de 1982) es una bailarina de salón y coreógrafa polaca. Famosa por haber sido una bailarina profesional del programa de televisión británico Strictly Come Dancing de 2006 a 2015. En 2018, se convirtió en juez de Dancing with the Stars: Taniec z gwiazdami en Polonia.

## Carrera

### Carrera temprana
Jordan ha estado bailando desde los doce años cuando su escuela anunció un club de baile. Antes de bailar con James Jordan, ella había bailado con Przemek Lowicki en Polonia. Ganó el Campeonato Abierto de Polonia en 1999 y obtuvo el 12 ° lugar en el Campeonato Mundial del año siguiente.
El primer baile grabado por Ola Grabowska y James Jordan como una pareja fue en el Abierto de Holanda en 2000, aunque no se hicieron profesionales hasta 2003. La pareja se retiró por un tiempo para enseñar baile latinoamericano en Hong Kong, aunque volvieron a ser profesionales en 2005, luego de perderse la competencia. En mayo de 2006, la pareja quedó en segundo lugar en el evento Blackpool Professional Rising Stars Latin, y en noviembre obtuvo el tercer puesto en el Campeonato Británico de Latin Profesional.

### Strictly Come Dancing
Jordan apareció por primera vez en Strictly Come Dancing durante la serie 4 en 2006, asociándose con el expresentador de BBC Radio 1, DJ Spoony, siendo eliminados en la tercera semana y quedando en el undécimo puesto. En la serie 5 bailó con el rugbista Kenny Logan, mientras que su esposo James bailó con la esposa de Kenny, la presentadora de televisión Gabby Logan. Kenny fue eliminado del programa en la novena semana, mientras que Gabby Logan fue eliminada antes, en la cuarta semana.
Para la serie 6 fue emparejada con el presentador de GMTV y extenista Andrew Castle, siendo fueron eliminados en la séptima semana y terminando en el décimo puesto. En la serie 7 fue emparejada con el presentador de BBC Breakfast, Chris Hollins, con quien llegó a la final logrando convertirse en los ganadores de la serie.
Jordan fue emparejada con el mago Paul Daniels en la serie 8 del programa, siendo la segunda pareja en ser eliminada. Para Children in Need de 2010, Jordan formó pareja con Harry Judd de McFly para un único especial de Strictly, bailando un pasodoble. La pareja ganó, superando a Rochelle Wiseman de The Saturdays y su pareja Ian Waite.
En la serie 9 del programa, se asoció con el exfutbolista de la Premier League, Robbie Savage. Fueron la novena pareja en ser eliminada, terminando en el sexto puesto.
En septiembre de 2012, durante la serie 10 del programa, Jordan se asoció con el actor de EastEnders, Sid Owen. La pareja fue eliminada en la semana de Halloween en octubre de 2012, quedando en el duodécimo puesto.
Para la serie 11 en septiembre de 2013, Jordan compitió con el exactor de Hollyoaks y cantante Ashley Taylor Dawson. Llegaron hasta la semana 11 antes de ser eliminados de la competencia, quedando en el sexto puesto.
En septiembre de 2014, para la serie 12 del programa, Jordan fue emparejada con el naturalista, autor y presentador, Steve Backshall. Ellos fueron la octava pareja en ser eliminada, quedando en el octavo puesto.
El 5 de septiembre de 2015, se reveló que ella bailaría con el comentarista deportivo y medallista olímpico Iwan Thomas para la serie 13. Fueron la primera pareja en abandonar la competencia el 4 de octubre de 2015. Poco después de su eliminación, Jordan anunció que esta sería su última serie de  Strictly Come Dancing ya que no regresaría en la siguiente serie. Hizo su última aparición cuando apareció en un baile grupal para la final de la serie 13.

#### Rendimiento
| Serie | Pareja               | Puesto | Promedio |
| ----- | -------------------- | ------ | -------- |
| 4     | DJ Spoony            | 11.º   | 27.00    |
| 5     | Kenny Logan          | 5.º    | 24.00    |
| 6     | Andrew Castle        | 10.º   | 21.40    |
| 7     | Chris Hollins        | 1.º    | 31.00    |
| 8     | Paul Daniels         | 13.º   | 17.67    |
| 9     | Robbie Savage        | 6.º    | 27.20    |
| 10    | Sid Owen             | 12.º   | 20.75    |
| 11    | Ashley Taylor Dawson | 6.º    | 32.55    |
| 12    | Steve Backshall      | 8.º    | 26.67    |
| 13    | Iwan Thomas          | 15.º   | 15.00    |

- Serie 4 con DJ Spoony

| Semana | Baile / Canción         | Puntajes de los jueces | Puntajes de los jueces | Puntajes de los jueces | Puntajes de los jueces | Resultado  |
| Semana | Baile / Canción         | C.R.                   | A.P.                   | L.G.                   | B.T.                   | Resultado  |
| ------ | ----------------------- | ---------------------- | ---------------------- | ---------------------- | ---------------------- | ---------- |
| 1      | Chachachá / «Kiss»      | 5                      | 7                      | 8                      | 7                      | Salvados   |
| 3      | Tango / «Tango D'Amour» | 6                      | 7                      | 7                      | 7                      | Eliminados |

- Serie 5 con Kenny Logan

| Semana | Baile / Canción                               | Puntajes de los jueces | Puntajes de los jueces | Puntajes de los jueces | Puntajes de los jueces | Resultado   |
| Semana | Baile / Canción                               | C.R.                   | A.P.                   | L.G.                   | B.T.                   | Resultado   |
| ------ | --------------------------------------------- | ---------------------- | ---------------------- | ---------------------- | ---------------------- | ----------- |
| 1      | Vals / «Are You Lonesome Tonight»             | 4                      | 5                      | 6                      | 6                      | Dos últimos |
| 3      | Tango / «Call Me»                             | 6                      | 6                      | 7                      | 6                      | Salvados    |
| 4      | Samba / «Mujer Latina»                        | 3                      | 4                      | 6                      | 5                      | Salvados    |
| 5      | Pasodoble / «Take Me Out»                     | 4                      | 5                      | 6                      | 6                      | Salvados    |
| 6      | Vals vienés / «Flower of Scotland»            | 5                      | 7                      | 8                      | 6                      | Salvados    |
| 7      | Chachachá / «Billie Jean»                     | 4                      | 5                      | 7                      | 6                      | Salvados    |
| 8      | American smooth / «How Sweet It Is»           | 6                      | 8                      | 8                      | 8                      | Salvados    |
| 9      | Foxtrot / «They Can't Take That Away from Me» | 7                      | 7                      | 8                      | 8                      | Eliminados  |
| 9      | Rumba / «Fields of Gold»                      | 4                      | 5                      | 7                      | 7                      | Eliminados  |

- Serie 6 con Andrew Castle

| Semana | Baile / Canción                          | Puntajes de los jueces | Puntajes de los jueces | Puntajes de los jueces | Puntajes de los jueces | Resultado  |
| Semana | Baile / Canción                          | C.R.                   | A.P.                   | L.G.                   | B.T.                   | Resultado  |
| ------ | ---------------------------------------- | ---------------------- | ---------------------- | ---------------------- | ---------------------- | ---------- |
| 1      | Chachachá / «Mercy»                      | 4                      | 6                      | 7                      | 6                      | Salvados   |
| 3      | Tango / «20th Century Boy»               | 4                      | 6                      | 7                      | 5                      | Salvados   |
| 5      | American smooth / «You Know I'm No Good» | 3                      | 4                      | 5                      | 5                      | Salvados   |
| 6      | Vals vienés / «Annie's Song»             | 5                      | 8                      | 7                      | 7                      | Salvados   |
| 7      | Samba / «Ain't It Funny»                 | 4                      | 5                      | 7                      | 5                      | Eliminados |

- Serie 7 con Chris Hollins

| Semana                                             | Baile / Canción                                | Puntajes de los jueces  | Puntajes de los jueces  | Puntajes de los jueces  | Puntajes de los jueces  | Resultado |
| Semana                                             | Baile / Canción                                | C.R.                    | L.G.                    | A.D.                    | B.T.                    | Resultado |
| -------------------------------------------------- | ---------------------------------------------- | ----------------------- | ----------------------- | ----------------------- | ----------------------- | --------- |
| 1                                                  | Tango / «Sharp Dressed Man»                    | 6                       | 7                       | 7                       | 6                       | Salvados  |
| 1                                                  | Rumba / «Don't Know Much»                      | 7                       | 8                       | 8                       | 7                       | Salvados  |
| 3                                                  | Quickstep / «Dancing Fool»                     | 5                       | 6                       | 6                       | 6                       | Salvados  |
| 4                                                  | Salsa / «Micaela»                              | 6                       | 7                       | 6                       | 6                       | Salvados  |
| 5                                                  | Jive / «Roll Over Beethoven»                   | 5                       | 6                       | 6                       | 5                       | Salvados  |
| 6                                                  | American smooth / «Jimmy Mack»                 | 7                       | 7                       | 7                       | 7                       | Salvados  |
| 7                                                  | Chachachá / «Shake Your Groove Thing»          | 7                       | 8                       | 7                       | 7                       | Salvados  |
| 8                                                  | Foxtrot / «I Could Have Danced All Night»      | 8                       | 9                       | 9                       | 8                       | Salvados  |
| 9                                                  | Pasodoble / «I Believe in a Thing Called Love» | 6                       | 8                       | 9                       | 7                       | Salvados  |
| 10                                                 | Vals vienés / «A New Day Has Come»             | 7                       | 7                       | 8                       | 7                       | Salvados  |
| 11                                                 | Charlestón / «Fat Sam's Grandslam»             | 8                       | 8                       | 9                       | 9                       | Salvados  |
| 11                                                 | Grupo Vals vienés / «Piano Man»                | Ganaron 7 puntos extras | Ganaron 7 puntos extras | Ganaron 7 puntos extras | Ganaron 7 puntos extras | Salvados  |
| 12                                                 | Vals / «At This Moment»                        | 8/81                    | 8                       | 9                       | 8                       | Salvados  |
| 12                                                 | Samba / «Cuba»                                 | 8/81                    | 8                       | 8                       | 7                       | Salvados  |
| 13 (Semifinal)                                     | Rumba / «Total Eclipse of the Heart»           | 7/71                    | 8                       | 8                       | 8                       | Salvados  |
| 13 (Semifinal)                                     | Tango argentino / «Bust Your Windows»          | 8/81                    | 9                       | 9                       | 8                       | Salvados  |
| 14 (Final)                                         | Foxtrot / «I Could Have Danced All Night»      | 9/91                    | 9                       | 10                      | 9                       | Ganadores |
| 14 (Final)                                         | Lindy hop / «Sing, Sing, Sing (With a Swing)»  | 8/91                    | 9                       | 9                       | 9                       | Ganadores |
| 14 (Final)                                         | Charlestón / «Fat Sam's Grandslam»             | 10/101                  | 10                      | 10                      | 10                      | Ganadores |
| 14 (Final)                                         | Showdance / «Do You Love Me»                   | 9/91                    | 9                       | 10                      | 9                       | Ganadores |
| 1Puntaje dado por la juez invitada Darcey Bussell. |                                                |                         |                         |                         |                         |           |

- Serie 8 con Paul Daniels

| Semana | Baile / Canción                 | Puntajes de los jueces | Puntajes de los jueces | Puntajes de los jueces | Puntajes de los jueces | Resultado       |
| Semana | Baile / Canción                 | C.R.                   | L.G.                   | A.D.                   | B.T.                   | Resultado       |
| ------ | ------------------------------- | ---------------------- | ---------------------- | ---------------------- | ---------------------- | --------------- |
| 1      | Chachachá / «Could It Be Magic» | 2                      | 5                      | 5                      | 4                      | Sin eliminación |
| 2      | Foxtrot / «Lady Luck»           | 4                      | 6                      | 6                      | 5                      | Salvados        |
| 3      | Rumba / «Take a Bow»            | 2                      | 5                      | 5                      | 4                      | Eliminados      |

- Serie 9 con Robbie Savage

| Semana | Baile / Canción                                       | Puntajes de los jueces | Puntajes de los jueces | Puntajes de los jueces | Puntajes de los jueces | Resultado       |
| Semana | Baile / Canción                                       | C.R.                   | L.G.                   | A.D.                   | B.T.                   | Resultado       |
| ------ | ----------------------------------------------------- | ---------------------- | ---------------------- | ---------------------- | ---------------------- | --------------- |
| 1      | Chachachá / «Bad Boys»                                | 2                      | 6                      | 6                      | 5                      | Sin eliminación |
| 2      | Foxtrot / «Ain't That a Kick in the Head?»            | 7                      | 8                      | 7                      | 7                      | Salvados        |
| 3      | Tango / «Gimme! Gimme! Gimme! (A Man After Midnight)» | 7                      | 7                      | 8                      | 8                      | Salvados        |
| 4      | Jive / «Love Man»                                     | 5                      | 8                      | 7                      | 7                      | Salvados        |
| 5      | Pasodoble / «Bad»                                     | 4                      | 7                      | 8                      | 7                      | Salvados        |
| 6      | Vals / «Love Ain't Here Anymore»                      | 6                      | 8                      | 8                      | 7                      | Salvados        |
| 7      | American smooth / «Sway»                              | 7                      | 8                      | 8                      | 8                      | Salvados        |
| 8      | Salsa / «Let Me Entertain You»                        | 5                      | 7                      | 7                      | 7                      | Salvados        |
| 9      | Samba / «You Sexy Thing»                              | 5                      | 7                      | 7                      | 6                      | Salvados        |
| 10     | Quickstep / «Little Green Bag»                        | 7                      | 7                      | 8                      | 8                      | Eliminados      |

- Serie 10 con Sid Owen

| Semana | Baile / Canción            | Puntajes de los jueces | Puntajes de los jueces | Puntajes de los jueces | Puntajes de los jueces | Resultado       |
| Semana | Baile / Canción            | C.R.                   | D.B.                   | L.G.                   | B.T.                   | Resultado       |
| ------ | -------------------------- | ---------------------- | ---------------------- | ---------------------- | ---------------------- | --------------- |
| 1      | Vals / «I Won't Give Up»   | 6                      | 6                      | 7                      | 7                      | Sin eliminación |
| 2      | Salsa / «Hips Don't Lie»   | 6                      | 6                      | 5                      | 5                      | Salvados        |
| 3      | Tango / «Here I Go Again»  | 4                      | 4                      | 5                      | 4                      | Salvados        |
| 4      | Chachachá / «Ghostbusters» | 2                      | 5                      | 5                      | 5                      | Eliminados      |

- Serie 11 con Ashley Taylor Dawson

| Semana | Baile / Canción                        | Puntajes de los jueces  | Puntajes de los jueces  | Puntajes de los jueces  | Puntajes de los jueces  | Resultado       |
| Semana | Baile / Canción                        | C.R.                    | D.B.                    | L.G.                    | B.T.                    | Resultado       |
| ------ | -------------------------------------- | ----------------------- | ----------------------- | ----------------------- | ----------------------- | --------------- |
| 1      | Chachachá / «What Makes You Beautiful» | 5                       | 6                       | 7                       | 7                       | Sin eliminación |
| 2      | American smooth / «Beyond the Sea»     | 7                       | 9                       | 8                       | 8                       | Salvados        |
| 3      | Samba / «Love Is in the Air»           | 8                       | 8                       | 7                       | 8                       | Salvados        |
| 4      | Vals vienés / «Angel»                  | 7                       | 8                       | 8                       | 8                       | Salvados        |
| 5      | Jive / «Johnny B. Goode»               | 7                       | 8                       | 8                       | 8                       | Salvados        |
| 6      | Tango / «Beautiful Monster»            | 8                       | 9                       | 8                       | 8                       | Salvados        |
| 7      | Quickstep / «Are You Gonna Be My Girl» | 8                       | 9                       | 9                       | 9                       | Salvados        |
| 8      | Pasodoble / «You Give Love a Bad Name» | 8                       | 9                       | 9                       | 9                       | Salvados        |
| 9      | Vals / «I Will Always Love You»        | 8                       | 9                       | 9                       | 9                       | Salvados        |
| 10     | Rumba / «A Whole New World»            | 8                       | 9                       | 9                       | 9                       | Dos últimos     |
| 11     | Salsa / «Conga»                        | 8                       | 9                       | 9                       | 9                       | Eliminados      |
| 11     | Swing-atón / «Do You Love Me»          | Ganaron 2 puntos extras | Ganaron 2 puntos extras | Ganaron 2 puntos extras | Ganaron 2 puntos extras | Eliminados      |

- Serie 12 con Steve Backshall

| Semana                                           | Baile / Canción                                      | Puntajes de los jueces | Puntajes de los jueces | Puntajes de los jueces | Puntajes de los jueces | Resultado       |
| Semana                                           | Baile / Canción                                      | C.R.                   | D.B.                   | L.G.                   | B.T.                   | Resultado       |
| ------------------------------------------------ | ---------------------------------------------------- | ---------------------- | ---------------------- | ---------------------- | ---------------------- | --------------- |
| 1                                                | Tango / «Born to Be Wild»                            | 6                      | 6                      | 7                      | 7                      | Sin eliminación |
| 2                                                | Chachachá / «Treasure»                               | 3                      | 6                      | 6                      | 6                      | Salvados        |
| 3                                                | Quickstep / «I Wan'na Be like You (The Monkey Song)» | 6                      | 7/61                   | 7                      | 8                      | Salvados        |
| 4                                                | Salsa / «Jump in the Line (Shake, Senora)»           | 6                      | 7                      | 7                      | 7                      | Salvados        |
| 5                                                | Vals / «I Wonder Why»                                | 7                      | 8                      | 7                      | 8                      | Salvados        |
| 6                                                | Charlestón / «Dem Bones»                             | 5                      | 7                      | 7                      | 7                      | Salvados        |
| 7                                                | Pasodoble / «Use Somebody»                           | 6                      | 8                      | 7                      | 7                      | Salvados        |
| 8                                                | American smooth / «Rolling in the Deep»              | 7                      | 8                      | 8                      | 8                      | Salvados        |
| 9                                                | Jive / «Little Bitty Pretty One»                     | 4                      | 7                      | 6                      | 6                      | Eliminados      |
| 1Puntaje dado por el juez invitado Donny Osmond. |                                                      |                        |                        |                        |                        |                 |

- Serie 13 con Iwan Thomas

| Semana | Baile / Canción                  | Puntajes de los jueces | Puntajes de los jueces | Puntajes de los jueces | Puntajes de los jueces | Resultado       |
| Semana | Baile / Canción                  | C.R.                   | D.B.                   | L.G.                   | B.T.                   | Resultado       |
| ------ | -------------------------------- | ---------------------- | ---------------------- | ---------------------- | ---------------------- | --------------- |
| 1      | Tango / «Keep on Running»        | 3                      | 5                      | 5                      | 4                      | Sin eliminación |
| 2      | Chachachá / «Sexy and I Know It» | 2                      | 4                      | 4                      | 3                      | Eliminados      |

### Otros trabajos
Ola y James Jordan participaron en una versión para celebridades del programa de televisión Total Wipeout que se emitió el 26 de diciembre de 2009. Ella y el juez principal de Strictly Come Dancing, Len Goodman, aparecieron como equipo en el programa de la BBC, Bargain Hunt en 2010 para el beneficio de apelación Children in Need. Ola y James Jordan también participaron en el jurado del programa de televisión Dancing on Wheels en 2010, y la pareja también apareció en All Star Mr & Mrs en 2013, donde ganaron el show. Ola y James aparecieron en un episodio de Through the Keyhole en septiembre de 2015, como famosos propietarios.
En diciembre de 2014, Jordan fue anunciada como una de las competidoras famosas de la serie The Jump de Channel 4, un programa de televisión que requiere que las celebridades compitan en eventos como skeleton, saltos de esquí, trineo, slalom y ski cross. Mientras practicaba para la serie, Jordan cayó durante una carrera de entrenamiento. La lesión resultante obligó a Jordan a retirarse de The Jump y le impidió participar en el final de la serie 12 de Strictly Come Dancing. La caída causó que Jordan sufriera un ligamento desgarrado en la rodilla, una lesión que la obligó a someterse a una cirugía.
En noviembre de 2016, participó en la decimosexta serie de I'm a Celebrity...Get Me Out of Here!. Ella fue la tercera celebridad en ser eliminada del programa.
En febrero de 2018, la emisora polaca Polsat anunció que Jordan reemplazaría a Beata Tyszkiewicz como juez en la temporada 21 de Dancing with the Stars: Taniec z gwiazdami (versión polaca de Dancing with the Stars).

## Vida personal
Después de ganar un evento de campeonato en su Polonia natal, Jordan se mudó a Inglaterra y comenzó una nueva relación con James Jordan. Se casaron el 12 de octubre de 2003 y viven cerca de Maidstone en Kent. En septiembre de 2019 la pareja anunció que esperaban su primer hijo. Su hija Ella nació el 27 de febrero de 2020.